# 切拉季

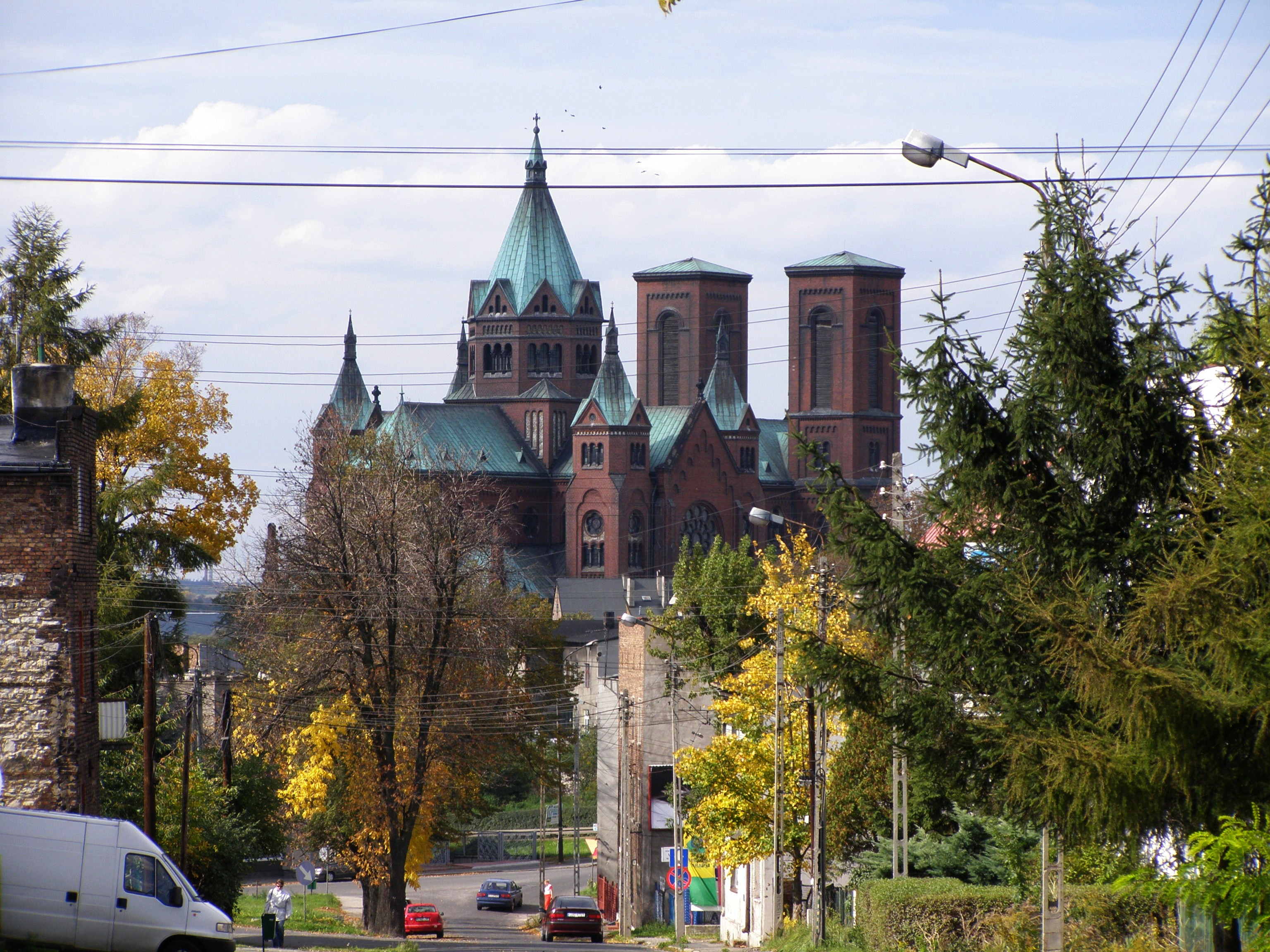

切拉季是波蘭的城鎮，位於該國南部，由西里西亞省負責管轄，始建於1228年，面積16.38平方公里，該鎮在十九世紀時是重要的煤礦中心，2008年人口34,072。

## 友好城市
- 法國 欧比

## 外部連結
- Jewish Community in Czeladź （页面存档备份，存于） on Virtual Shtetl

50°19′N 19°04′E / 50.317°N 19.067°E